# Paralovenia
Paralovenia är ett släkte av nässeldjur. Paralovenia ingår i familjen Cirrholoveniidae.
Kladogram enligt Catalogue of Life:
| Paralovenia | \| \| Paralovenia bitentaculata \| \| \| \| \| \| Paralovenia latigaster \| \| \| \| |
|             | \| \| Paralovenia bitentaculata \| \| \| \| \| \| Paralovenia latigaster \| \| \| \| |
|             | Cirrholovenia                                                                        |
|             |                                                                                      |
|             | Paralovenia bitentaculata                                                            |
|             |                                                                                      |
|             | Paralovenia latigaster                                                               |
|             |                                                                                      |

|  | Paralovenia bitentaculata |
|  |                           |
|  | Paralovenia latigaster    |
|  |                           |